# Heljareyga
Heljareyga – pochodzący z Wysp Owczych zespół folk/progressive metalowy. Grupę tę założył w 2009 roku Heri Joensen z zespołu Týr, który sam opisuje, jako bardziej progresywny i szybki od Týra, ale i bardziej podniosły, bez używania tradycyjnych melodii.
Nazwa zespołu wzięła się od heljareyga, kilkunastu głębokich dziur na Wyspach Owczych ulokowanych w skale pod wodospadami, w pobliżu morza. Dla patrzącego z góry dno jest niewidoczne, przez co w dawnych czasach wierzono, że są to przejścia do krainy bogini Hel, będącej nordycką panią śmierci. Dosłownie Heljareyga znaczy Oko Hel.

## Historia
Założenie nowego, odrębnego od Týra projektu, Heri Joensen planował już wcześniej, jednak oficjalnie skład zespołu i informacja o nowym projekcie, pojawiła się 20 sierpnia 2009 roku. Zespół, poza Herim, tworzyć mieli dwaj muzycy grupy Synarchy, powstałej w roku 2004, Ísak Petersen (gitara basowa) i John Ivar Venned (gitara elektryczna), gitarzysta The Apocryphal Order, Ken Johannesen oraz perkusista, uczeń Káriego Streymoya, którego zastąpił podczas trasy koncertowej w roku 2008, Amon Djurhuus.
Swój debiutancki album, Heljareyga, muzycy skończyli nagrywać w grudniu 2009, a zmiksowany został w miesiąc później. Wszystko odbyło się w niemieckim studio Kohlekeller Studios. Choć album ukazał się w lutym, jego fizyczne kopie dostępne są od marca 2010. Dystrybucją albumu zajęła się wytwórnia płytowa Tutl.
Obecnie Heljareyga planuje wyjechać w trasę koncertową, a w przyszłości muzycy chcą wydać razem jeszcze dwa albumy. Pierwszy z nich ma się ukazać w grudniu 2011 roku.

## Skład zespołu
Od początku istnienia skład zespołu Heljareyga pozostaje niezmienny:
- Heri Joensen – śpiew, gitara
- John Ivar Venned – gitara
- Ken Johannesen – gitara
- Ísak Petersen – gitara basowa
- Amon Djurhuus – perkusja

## Dyskografia
- Heljareyga (5 lutego 2010[11])